# ميلان فاسيتش
ميلان فاسيتش (بالبوسنوية: Milan Vasić)‏ هو مؤرخ بوسني، ولد في 19 ديسمبر 1928 في Mrkonjić Grad ‏ في البوسنة والهرسك، وتوفي في 26 ديسمبر 2003 في بانيا لوكا في البوسنة والهرسك.